# Liên đoàn Quyền Anh Quốc tế
Liên đoàn Quyền Anh Quốc tế (tên quốc tế: International Boxing Federation; viết tắt: IBF) là một trong bốn tổ chức Quyền Anh chuyên nghiệp lớn nhất thế giới cùng với Hội đồng Quyền Anh Thế giới (WBC), Hiệp hội Quyền Anh Thế giới (WBA) và Tổ chức Quyền Anh Thế giới (WBO) được Đại sảnh Danh vọng Quyền Anh Quốc tế (IBHOF) công nhận. IBF tổ chức các giải đấu Quyền Anh, công nhận, phê chuẩn và trao danh hiệu vô địch thế giới ở cấp độ chuyên nghiệp.

## Lịch sử

### Giai đoạn đầu
IBF có tiền thân là Hiệp hội Quyền Anh Hoa Kỳ (USBA), là một tổ chức vô địch khu vực như Liên đoàn Quyền anh Bắc Mỹ (NABF), (NABO) và Hiệp hội Quyền Anh Bắc Mỹ (NABA). Năm 1983, tại hội nghị thường niên của WBA, được tổ chức tại Puerto Rico, Chủ tịch USBA Robert W. "Bobby" Lee, Sr. đã thua Gilberto Mendoza trong nỗ lực trở thành Chủ tịch WBA. Lee và những người khác đã rút khỏi hội nghị sau cuộc bầu cử, và quyết định xây dựng một tổ chức thứ ba thế giới, cùng tồn tại với Hiệp hội Quyền Anh Thế giới (WBA) và Hội đồng Quyền Anh Thế giới (WBC). Được hình thành dưới dạng USBA-International, và tổ chức non trẻ này sau đó được đổi tên thành Liên đoàn Quyền Anh Quốc tế, có trụ sở tại New Jersey, nơi các văn phòng chính tọa lạc ngày nay.
Bobby Lee cũng là một Ủy viên Quyền Anh của New Jersey cho đến năm 1985, theo các báo cáo tin tức lúc đó, ông đã bị Ủy ban Tiêu chuẩn Đạo đức đình chỉ và phạt vì chấp nhận các đóng góp từ các nhà quảng bá thi đấu và giám đốc điều hành sòng bạc.
Nhà vô địch thế giới đầu tiên của IBF là Marvin Camel, một cựu vô địch hạng bán nặng (cruiserweight) thế giới của Hội đồng Quyền Anh Thế giới, người đã giành đai của IBF trong cùng hạng cân. Tuy nhiên, trong năm đầu tiên tồn tại, IBF vẫn còn chưa nổi bật. Năm 1984, IBF quyết định công nhận Larry Holmes, Aaron Pryor, Marvin Hagler và Donald Curry, vốn là các nhà vô địch từ các tổ chức khác, với tư cách là nhà vô địch thế giới của IBF. Trong trường hợp của Holmes, ông đã từ bỏ danh hiệu WBC của mình để chấp nhận sự công nhận của IBF. Các hoạt động công nhận này đã giúp IBF trở thành cơ quan tổ chức Quyền Anh lớn và là một tổ chức hợp pháp.

### Bê bối hối lộ thế kỷ XX
Cuối những năm 1990, mặc dù đạt được vẻ ngoài hợp pháp, sau cuộc điều tra kéo dài ba năm bắt đầu vào năm 1996 từ các cáo buộc của cựu vô địch hạng nặng Michael Moorer. Danh tiếng của IBF bị ảnh hưởng nghiêm trọng vào năm 1999 với bản cáo trạng của người sáng lập Bobby Lee về tội gian lận và các vi phạm khác vì nhận hối lộ để đổi lấy thứ hạng võ sĩ Quyền Anh. Bị cáo buộc về tội danh liên bang và âm mưu gian lận gồm Chủ tịch Robert W. Lee, 65 tuổi; con trai ông và giao liên IBF Robert Lee Jr., 38 tuổi; cựu Giám đốc Điều hành IBF và Ủy viên Quyền Anh Virginia Donald William Brennan, 86 tuổi; và đại diện IBF Nam Mỹ Francisco Fernandez. Lee sau đó bị kết tội rửa tiền và trốn thuế vào tháng 8 năm 2000, sau đó bị kết án 22 tháng tù vào năm 2001 và bị phạt 25.000 USD.
Năm 2000, với lý do bị tống tiền, nhà quảng bá quyền anh Bob Arum đã tự nguyện làm chứng về việc đã trả cho chủ tịch IBF Bobby Lee 100.000 USD trong hai đợt vào năm 1995, như nửa đầu của khoản hối lộ 200.000 USD, thông qua người trung gian, Stanley Hoffman, nói thêm rằng Lee đã đòi 500.000 USD để chấp thuận tổ chức trận đấu giữa Schulz-Foreman, nhưng đã giải quyết với số tiền ít hơn 200.000 USD (một nửa trong số đó chưa bao giờ được thanh toán). Arum đã bị Ủy ban Thể thao bang Nevada xử phạt và phạt 125.000 USD. Những người ủng hộ Quyền Anh Cedric Kushner và Dino Duva cũng thừa nhận đã thực hiện các khoản thanh toán tương tự cho Lee.

### Thế kỷ XXI
IBF chịu sự giám sát của liên bang từ khi Lee bị kết án đến tháng 9 năm 2004. Cựu Ủy viên Quyền Anh Michigan, Phó Chủ tịch WBA, người ủng hộ an toàn trong Quyền Anh và Chủ tịch lâm thời IBF Hiawatha Knight (22 tháng 10 năm 1929 – 22 tháng 10 năm 2014) trở thành Chủ tịch IBF sau khi Bobby Lee bị kết án, và là nữ chủ tịch đầu tiên của một trong bốn tổ chức Quyền Anh lớn nhất thế giới. Năm 2001, Marian Muhammad đảm nhận chức vụ Chủ tịch, tiếp theo là Daryl Peoples, người vẫn giữ chức Chủ tịch tính đến nay. Cũng trong giai đoạn mới, IBF đã mở cửa thêm cho bộ môn Muay Thái, tổ chức Hội nghị thường niên lần thứ nhất của IBF Muaythai tại Bangkok vào ngày 20–21 tháng 12 năm 2017. Daryl Peoples, Chủ tịch IBF, đã tham dự đại hội. Các nhà vô địch mới của IBF Muay Thái đã đăng quang ở ba hạng cân.

## Các nhà vô địch IBF thế giới
Tính đến ngày 27 tháng 10 năm 2021.

### Nam
| Hạng cân                       | Nhà vô địch                | Từ         | Ngày | Thành tích     |
| ------------------------------ | -------------------------- | ---------- | ---- | -------------- |
| Hạng ruồi nhẹ (105 lbs)        | Rene Mark Cuarto (PHI)     | 27/2/2021  | 1486 | 19–2–2 (11 KO) |
| Hạng ruồi cơ sở (108 lbs)      | Felix Alvarado (NIC)       | 29/10/2018 | 2338 | 36–2, (31 KO)  |
| Hạng ruồi (112 lbs)            | Sunny Edwards (UK)         | 30/4/2021  | 1424 | 16–0 (4 KO)    |
| Hạng gà cơ sở (115 lbs)        | Jerwin Ancajas (PHI)       | 3/9/2016   | 3124 | 33–1–2 (22 KO) |
| Hạng gà (118 lbs)              | Naoya Inoue (JPN)          | 18/5/2019  | 2137 | 20–0 (17 KO)   |
| Hạng lông cơ sở (122 lbs)      | Murodjon Akhmadaliev (UZB) | 30/1/2020  | 1880 | 9–0 (7 KO)     |
| Hạng lông (126 lbs)            | Kid Galahad (boxer) (UK)   | 7/8/2021   | 1325 | 28-1 (17 KO)   |
| Hạng nhẹ cơ sở (130 lbs)       | Tạm trống                  |            |      |                |
| Hạng nhẹ (135 lbs)             | Teófimo López (USA)        | 14/12/2019 | 1927 | 16–0 (12 KO)   |
| Hạng bán trung cơ sở (140 lbs) | Josh Taylor (UK)           | 18/5/2019  | 2137 | 18–0 (13 KO)   |
| Hạng trung (147 lbs)           | Errol Spence Jr. (USA)     | 27/5/2017  | 2858 | 27–0 (21 KO)   |
| Hạng trung cơ sở (154 lbs)     | Jermell Charlo (US)        | 26/9/2020  | 1640 | 34–1 (18 KO)   |
| Hạng trung (160 lbs)           | Gennady Golovkin (KAZ)     | 5/10/2019  | 1997 | 41–1–1 (36 KO) |
| Hạng siêu trung (168 lbs)      | Caleb Plant (USA)          | 13/1/2019  | 2262 | 21–0 (12 KO)   |
| Hạng dưới nặng (175 lbs)       | Artur Beterbiev (RUS)      | 11/11/2017 | 2690 | 16–0 (16 KO)   |
| Hạng bán nặng (200 lbs)        | Mairis Briedis (LAT)       | 26/9/2020  | 1640 | 27–1 (19 KO)   |
| Hạng nặng (200+ lbs)           | Oleksandr Usyk (UKR)       | 25/9/2021  | 1276 | 19–0 (13 KO)   |

### Nữ
| Hạng cân                       | Nhà vô địch                    | Từ         | Ngày | Thành tích       |
| ------------------------------ | ------------------------------ | ---------- | ---- | ---------------- |
| Hạng dưới rơm (102 lbs)        | Saemi Hanagata (JPN)           | 29/9/2018  | 2368 | 16–7–4 (7 KO)    |
| Hạng ruồi nhẹ (105 lbs)        | Yokasta Valle (CRC)            | 4/8/2019   | 2059 | 20–2 (9 KO)      |
| Hạng ruồi cơ sở (108 lbs)      | Evelyn Nazarena Bermúdez (ARG) | 29/12/2018 | 2277 | 12–0–1 (3 KO)    |
| Hạng ruồi (112 lbs)            | Leonela Yúdica (ARG)           | 19/12/2014 | 3748 | 16–0–3–1 (0 KO)  |
| Hạng gà cơ sở (115 lbs)        | Micaela Luján (ARG)            | 30/1/2021  | 1514 | 9–1–1 (3 KO)     |
| Hạng gà (118 lbs)              | María Cecilia Román (ARG)      | 4/8/2017   | 2789 | 13–4–1 (0 KO)    |
| Hạng lông cơ sở (122 lbs)      | Daniela Romina Bermúdez (ARG)  | 4/12/2020  | 1571 | 29–4–3 (10 KO)   |
| Hạng lông (126 lbs)            | Sarah Mahfoud (DEN)            | 20/7/2020  | 1708 | 10–0 (3 KO)      |
| Hạng nhẹ cơ sở (130 lbs)       | Maïva Hamadouche (FRA)         | 10/11/2013 | 3056 | 21–1 (17 KO)     |
| Hạng nhẹ (135 lbs)             | Katie Taylor (IRE)             | 21/4/2018  | 2529 | 18–0 (6 KO)      |
| Hạng bán trung cơ sở (140 lbs) | Mary McGee (USA)               | 5/12/2019  | 1936 | 27–3–0–1 (15 KO) |
| Hạng trung (147 lbs)           | Jessica McCaskill (US)         | 15/8/2020  | 1682 | 10–2 (3 KO)      |
| Hạng trung cơ sở (154 lbs)     | Claressa Shields (USA)         | 5/3/2021   | 1480 | 11–0 (2 KO)      |
| Hạng trung (160 lbs)           | Claressa Shields (USA)         | 22/6/2018  | 2467 | 11–0 (2 KO)      |
| Hạng siêu trung (168 lbs)      | Elin Cederroos (SWE)           | 22/3/2019  | 2194 | 8–0 (4 KO)       |
| Hạng dưới nặng (175 lbs)       | Không có                       |            |      |                  |
| Hang nặng (175+ lbs)           | Không có                       |            |      |                  |